# 礙口樸麗魚
礙口樸麗魚，為輻鰭魚綱鱸形目隆頭魚亞目慈鯛科的其中一種，分布於非洲維多利亞湖流域，棲息深度10-90公尺，體長可達11.7公分，棲息在沙泥底質水域，屬雜食性，以昆蟲幼蟲、貝類、植物碎屑等為食，生活習性不明。

## 擴展閱讀
維基物種上的相關：礙口樸麗魚